# Gang Olsena na torach
Gang Olsena na torach (dun. Olsen-banden på sporet; inne tłum. Gang Olsena zmienia kierunek, Gang Olsena na szlaku) – duński film komediowy z 1975 roku, należący do popularnej serii filmowej Gang Olsena (siódmy film), będący bezpośrednią kontynuacją filmu Ostatni skok gangu Olsena z 1974 roku.

## Fabuła
Po udanym „skoku” z poprzedniego filmu, elegancki przestępca i miłośnik cygar Egon Olsen oraz pozostali członkowie jego trzyosobowego kopenhaskiego gangu, tj. kierowca Benny Frandsen i Kjeld Jensen wraz ze swoją gadatliwą żoną Yvonne oraz ich długowłosym synem Børge, osiedlają się w luksusowej posiadłości na Majorce. Egon cały czas pilnuje czerwonej walizki ze zrabowanymi (w poprzednim filmie) pieniędzmi, którą przykuwa kajdankami. Z niej oszczędnie wydziela swym współmieszkańcom gotówkę, a Yvonne nadużywa alkoholu. Jednak sielanka w ciepłym, południowym klimacie nie trwa długo.

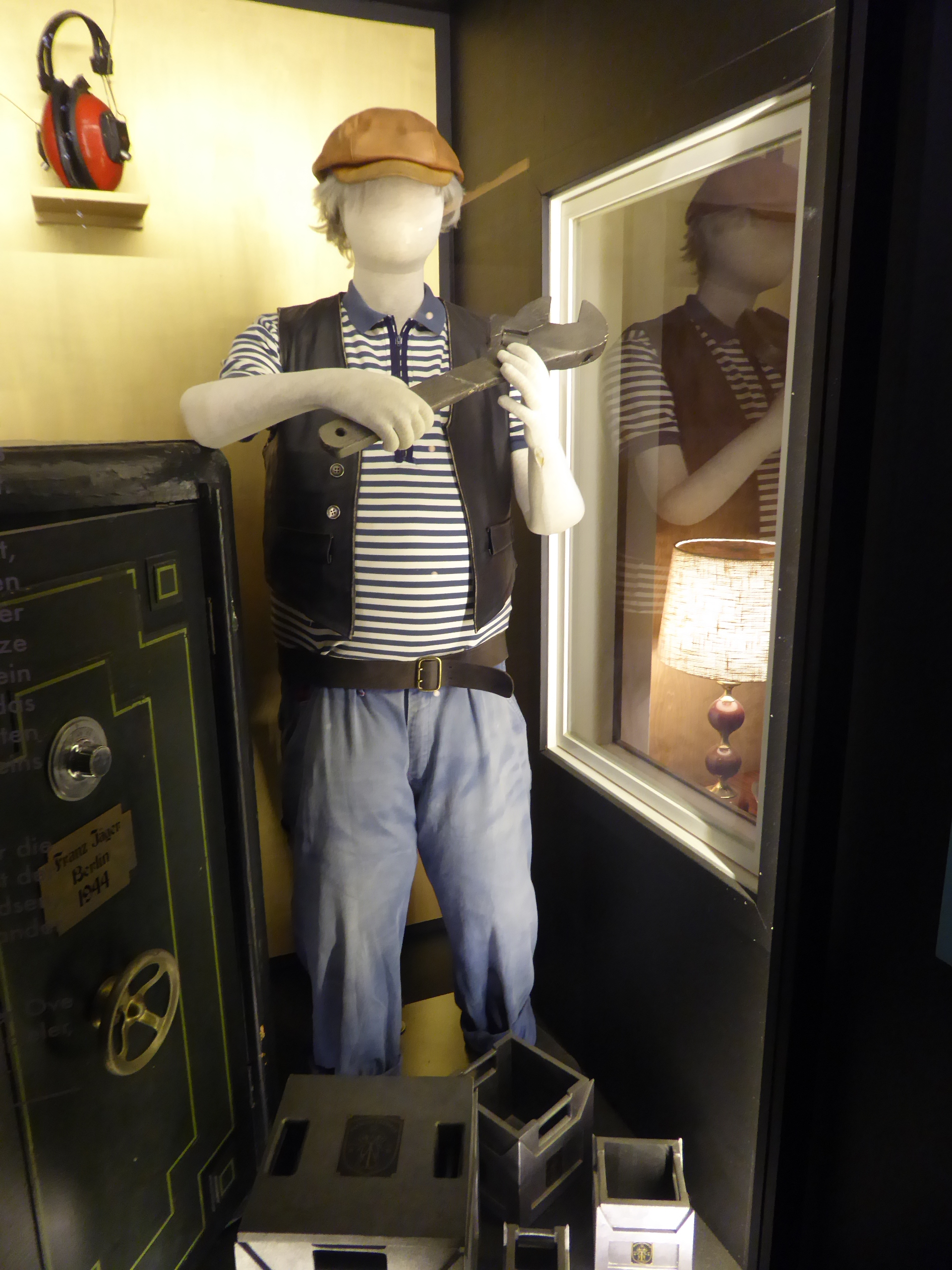
Osiłek Bøffen, inscenizacja

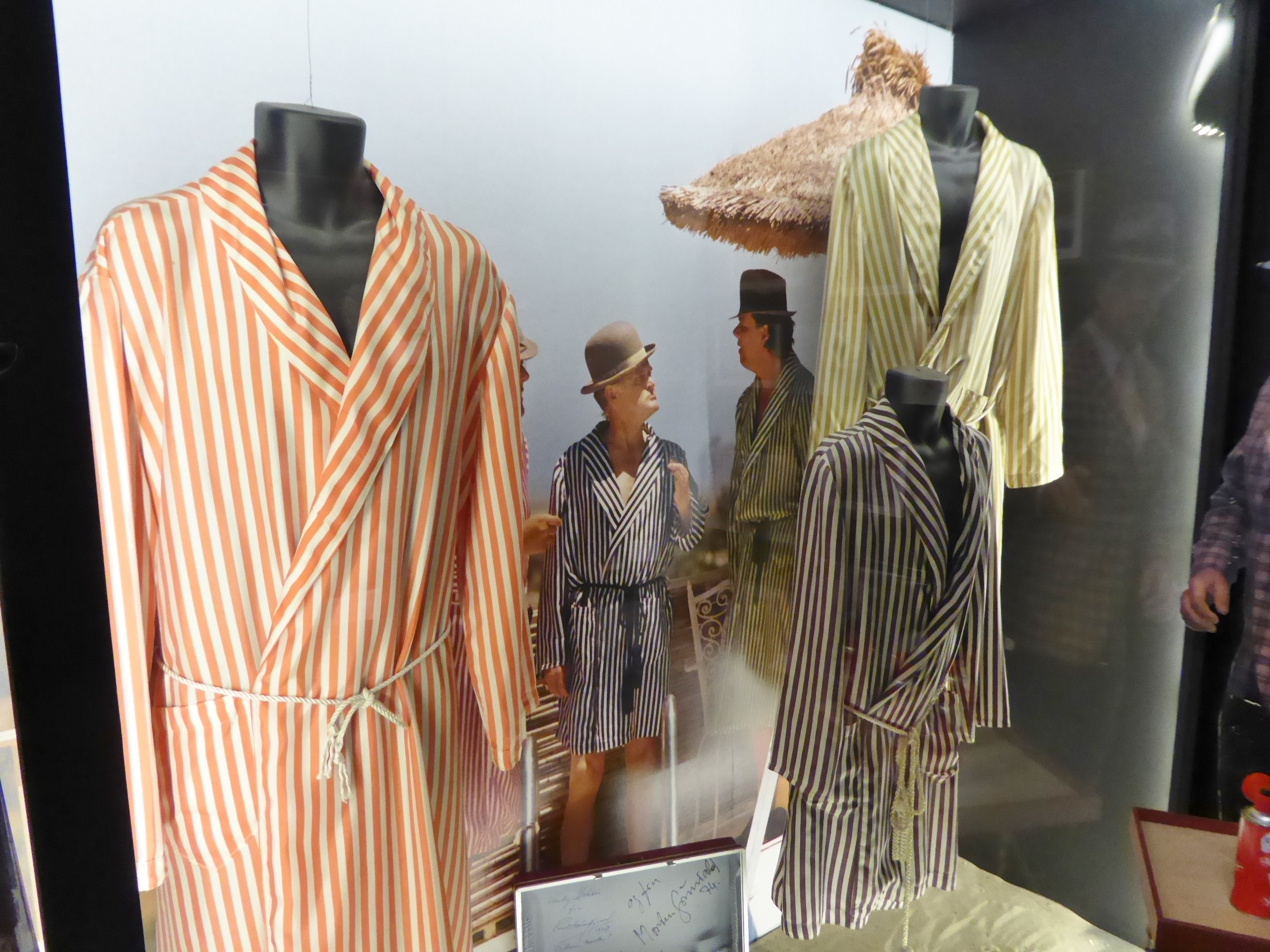
Szlafroki noszone przez członków gangu Olsena w posiadłości na Majorce

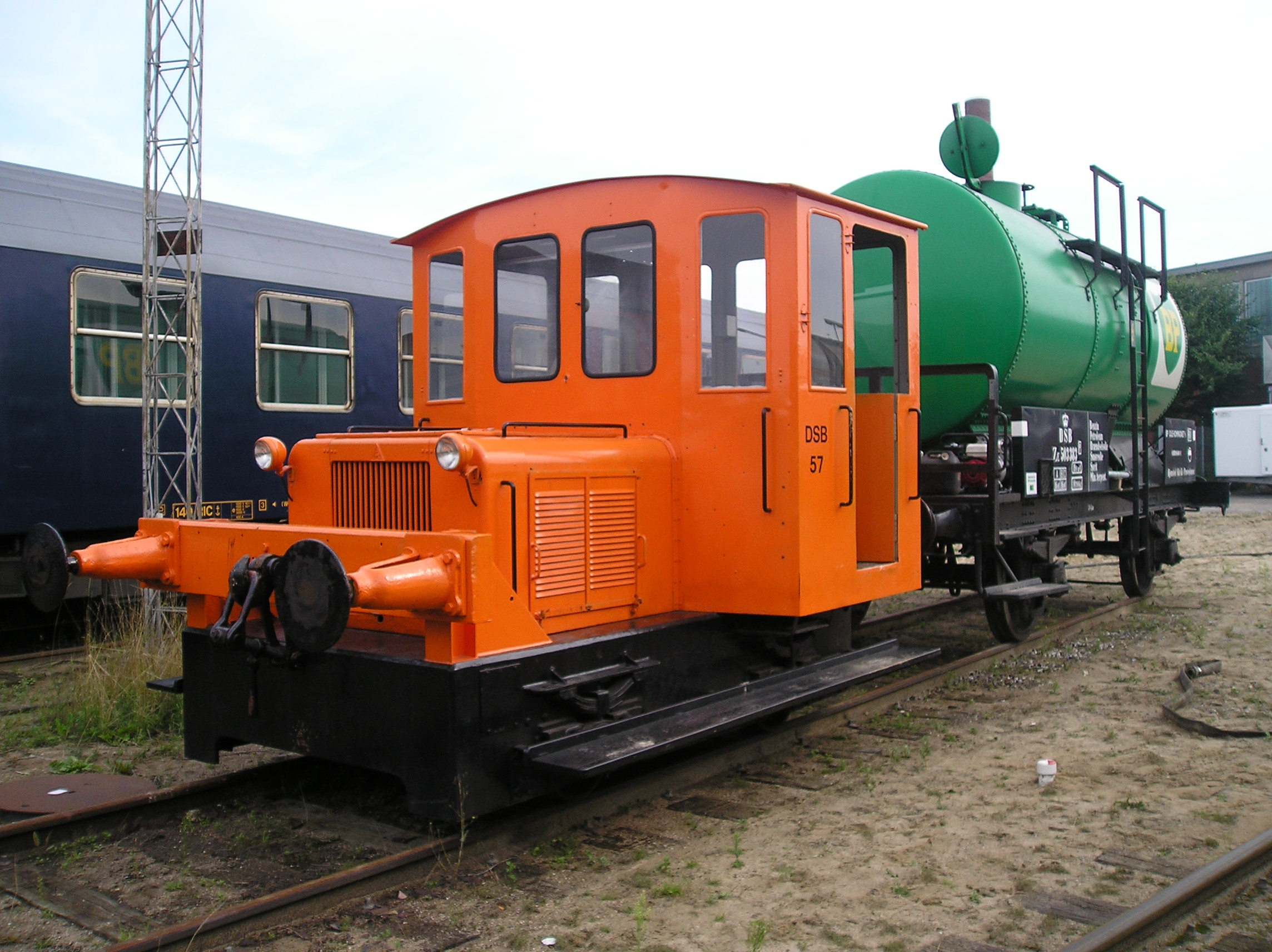
Lokomotywka DSB 57 używana w filmie przez gang, obecnie eksponat Jernbanemuseum

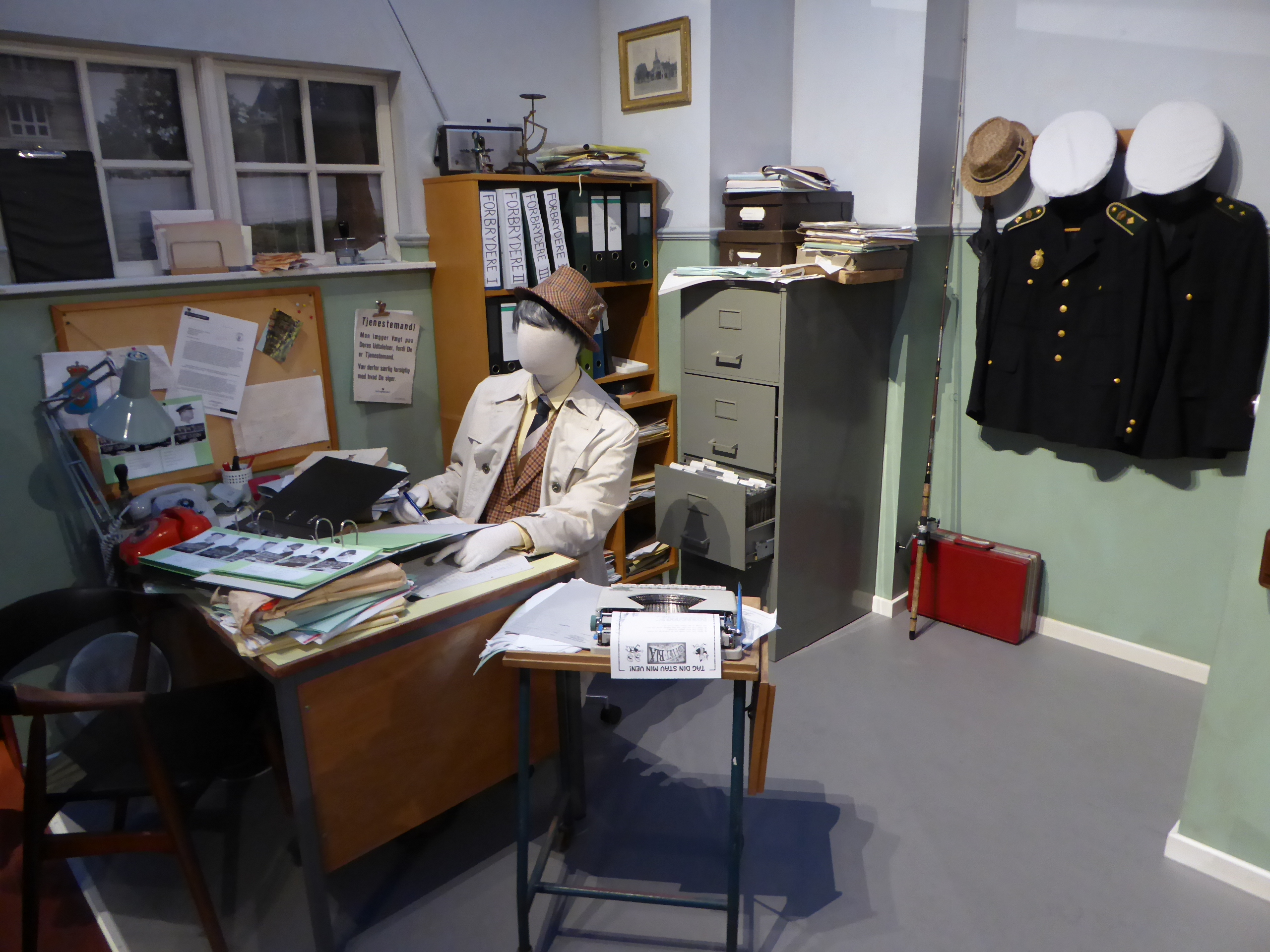
Detektyw Jensen w swoim biurze, inscenizacja

Tropem gangu przylatuje do Hiszpanii osiłek Bøffen, który chce odebrać gangowi pieniądze, działając na rzecz poprzednich nieuczciwych właścicieli. Podczas popołudniowej sjesty pływający w basenie na materacu Egon zostaje uwięziony przez Bøffena na dnie głębokiego basenu, poprzez spuszczenie z niego wody. Następnie Bøffen przecina kajdanki stojącej przy basenie walizki i uchodzi z nią. Egon uważa, że Bøffen zawiózł walizkę do biura w niewykończonym wieżowcu, by zamknąć ją w sejfie Franz Jäger, w otwieraniu którego Egon jest mistrzem. Przy próbie odzyskania walizki, po nielegalnym otwarciu sejf okazuje się on pusty, a stojący przy nim Egon zostaje złapany na „gorącym uczynku” przez wezwanych przez Bøffena hiszpańskich policjantów. Benny i Kjeld na dźwięk syreny policyjnego radiowozu jak zwykle rzucają się do ucieczki, jak zwykle pozostawiając Egona, który znów trafia do „swojego” starego więzienia w Danii.
Do Kopenhagi, z powodu braku środków do życia, powracają również Benny i Jensenowie. Tam żona Kjelda, Yvonne składa w komendzie policji kolejne zawiadomienia o skradzionych im kradzionych pieniądzach w wysokości 90 milionów koron. Tymczasem Egon za dobre sprawowanie opuszcza zakład karny dwa miesiące przed terminem, dlatego tym razem nikt nie czeka na niego przed więzieniem. W czasie pobytu w „kryminale” Egon dowiedział się, że ich pieniądze - by zapobiec utracie wartości w wyniku inflacji - zamieniono na sztaby złota, które mają opuścić Danię w opancerzonym wagonie kolejowym Franz Jäger. Egon chce z pozostałymi członkami gangu przeprowadzić „skok” na złoto, ale ze zdumieniem dowiaduje się, że Benny i Kjeld pracują. Benny sprzedaje z nielegalnego ulicznego stoiska „śmiech w puszce” z aerozolem (machinę śmiechu), natomiast Kjeld udając inwalidę gra na katarynce; obaj bez sukcesów finansowych. Egon odwiedza obu w ich „miejscach pracy” i łatwo namawia do ponownej współpracy.
Ponieważ do wykonania kradzieży potrzebnych jest parę rzeczy, w tym m.in. ciężarówka, gang musi zrabować pieniądze na zakup tych przedmiotów. Wyrafinowanym sposobem okradają w biurowcu z torby z gotówką uzbrojonego gangstera (z użyciem dwóch wybuchających baloników, odwracających jego uwagę), nadzorującego w kopenhaskich barach automaty do gry i wybierającego z nich monety. Głównym elementem nowego planu Egona jest uprowadzenie lokomotywki spalinowej Duńskich Kolei Państwowych, za pomocą której gang wyprowadza wagon Franz Jäger ze złotem - przygotowany do wywiezienia z kraju, a następnie przemierza z nim tory i bocznice, unikając spotkań z innymi pociągami. Po dotarciu na upatrzone miejsce Benny i Kjeld przeładowują skrzynki ze złotą zawartością na skrzynię ładunkową zakupionej furgonetki. Niestety, dodatkowego ciężaru w postaci otyłego Kjelda ciężarówka nie wytrzymuje i przełamuje się wpół. Zauważony przez przejeżdżający w godzinnych odstępach patrol policjantów gang porzuca cenny ładunek i ratuje się ucieczką do mieszkania Jensenów - miejsca spotkań i narad gangu.
Detektyw Jensen z policji zajęty jest z kolei tylko organizowaniem dorocznego pikniku dla policjantów, mającego zaskarbić mu przychylność komendanta, i nie ma czasu na zajmowanie się ukradzionymi Egonowi milionami. Młody i pełen zapału policjant Holm przejmuje tę sprawę i postanawia ją rozwiązać.
Tymczasem odzyskany przez policję ładunek kolejarze kierują ponownie do opuszczenia Danii. Osiłek Bøffen otrzymuje zadanie wyjaśnienia zaginięcia złota. Na bocznicy kolejowej ogłusza Egona i pakuje do skrzyni, a skrzynię nadaje ze spedycji towarowej do Australii, po czym ląduje ona w magazynie do wysyłki. Benny i Kjeld nie opuszczają jednak Egona, przychodzą mu z pomocą i uwalniają go. Uwolniony Olsen ma już drobiazgowo opracowany plan odbicia ładunku. Istotną rolę w powodzeniu nowego planu odgrywa syn Kjelda, Børge, który zatrudnia się w nastawni kolejowej jako praktykant, skąd zatrzymuje skład, do którego jest dołączony wagon ze złotem. Właśnie kończy się zima i wchodzi w życie letni rozkład jazdy, co wprowadza zamieszanie (i niemal doprowadza do katastrofy kolejowej), a o czym nie wie czekający, zdezorientowany gang Egona. Egon zamierza lokomotywką odłączyć od pociągu wagon Franz Jäger, który ma być ostatnim w składzie. Po przyjeździe pociągu okazuje się, że opancerzony wagon jest przedostatni, w związku z czym gang uprowadza dwa ostatnie wagony. Drugi uprowadzony wagon jest osobowy, w dodatku okazuje się wypełniony rozśpiewanymi policjantami jadącymi na doroczny piknik. Ostatecznie odłączony wagon z policjantami zostaje skierowany do browaru Carlsberg. Egon celowo wywołuje zwarcie elektryczne w systemie sterowania ruchem pociągów, w wyniku którego zatrzymują się wszystkie pociągi. Gang poruszający się lokomotywką o napędzie spalinowym wyprowadza wagon. Jadący gang zauważa jadący furgonetką osiłek Bøffen, którego gonią policjanci. Na ten widok gang ucieka pieszo, a przejmującego wagon osiłka zatrzymuje policja.
Na zakończenie policja zwraca wagon gangowi, który odzyskuje swoje złoto i zamienia je na akcje spółki wydobywczej, której Benny i Kjeld zostają wiceprezesami zarządu. Niestety, Egon - prezes zarządu - wkrótce trafia za kratki z powodu niezapłaconego podatku i kary od niezgłoszonej do opodatkowania sumy, w łącznej wysokości 270 milionów koron.

## Obsada
- Ove Sprogøe - Egon Olsen
- Morten Grunwald - Benny Frandsen
- Poul Bundgaard - Kjeld Jensen
- Kirsten Walther - Yvonne Jensen, żona Kjelda
- Jes Holtsø - Børge Jensen, syn Yvonne i Kjelda
- Axel Strøbye - detektyw Jensen
- Ole Ernst - policjant Holm
- Helge Kjærulff-Schmidt - Brodersen
- Paul Hagen - Gotfredsen
- Ove Verner Hansen - osiłek Bøffen